# (10793) Quito
(10793) Quito (1992 CU2) – planetoida z pasa głównego asteroid okrążająca Słońce w ciągu 5,65 lat w średniej odległości 3,17 j.a. Odkryta 2 lutego 1992 roku. Nazwę wzięto od stolicy Ekwadoru, miasta Quito.